# ローカルディア・クロニクル
『ローカルディア・クロニクル』は、輸入ファッション雑貨を取り扱う埼玉県内の企業有限会社井桁屋が提供するスマートフォンアプリで、さいたま市と川越市の両市をモチーフとしたファンタジー世界を旅する2Dフィールド探索型RPGである。
さいたま市ニュービジネス大賞2015のビジネスプラン賞受賞、埼玉県経営革新計画承認事業。

## システム
現実のさいたま市内に存在する史跡や施設を訪れ、GPS通信を行うことで強力な武器を入手することができる。また、さいたま市内に実在する店舗で利用可能なクーポンをゲーム内で受け取ることができる。一部の武器、防具を装備するために少額の課金があるので注意が必要である。

## ストーリー
10の国で構成された世界では、200年にわたり平和な時代が続いていたが、豊かな生活に慣れた人々は、少しずつ歴史や伝統を忘れていった。しかし、穏やかだったモンスターたちが凶暴化し、世界に異変が起こるようになった。事態を重く見たラージシュライン大神殿の神官は、聖霊の巫女・ルーシェに異変の調査を命じ、ルーシェは北方の国でシドに出会った。

## 登場人物

### メインキャラクター

#### シド＝レヴィ
声 - 水野なみ
ノースノース王国の兵士見習い。

#### ルーシェ＝プリムヴェーラ
声 - かの仔
ラージシュライン大神殿に使える巫女で、世界でただ一人の聖女。世界に起こる異変の調査のため、ひとりで各地を旅していた。

#### クラック＝トルーマン
声 - 佐野裕理
プリムローズ王国に暮らす少年。大魔道士クロウリーの弟として将来を期待されていたが、魔法を使うことができず孤独な日々を過ごしていた。

#### ディゼ＝ノックス
声 - 都筑けいと
ロックゼルコバ王国の騎士。幼い王女の近衛兵として活躍している。剣技は騎士団の中でも群を抜いており、周囲からの信頼は厚い。

#### サーヨ＝フルールコリーヌ
声 - 宇佐美涼子
世界の真理を求めて旅する冒険者。向学心が強く、独学で古文書の研究をしてきた。

#### ミナモ＝アクア
声 - 成田佳恵
責任感が強く、力の正しい使い道を探すため、幼馴染のサーヨと旅立った。

#### ロビカ＝ベル＝ザリバ
声 - 鈴木みこ
アクロース・ザリバ王国の王子。世間知らずで鈍感な性格。代表として大陸の地質調査と各地への巡行視察名義でカーヤと旅に出る。

#### カーヤ＝コーヤ
声 - ほたかける
聖女と誤解されロビカに帯同するギフトフィールド王国最強の巫女。サツマイモに目がなく大食い。パーティーの中では唯一精霊の祝福が受けられない。

#### クロウリー＝トルーマン
最上位の攻撃魔法・回復魔法を使いこなす天才大魔導士。クラックよりも8歳年上。
ソルヴィーテによって殺害される。

### その他

#### ルド
シドの父。偉大な剣士で光魔法の使い手であったが、シドが幼い頃に「果てしない洞窟」で命を落としている。

#### ノースノース王
ノースノースの王。シドの父ルドとは親友のような関係であった。

#### 大神官
アイスリバー大神殿の大神官。ラージシュライン公国の大公を兼任する。

#### ネルミ
アイスリバー神殿の巫女。ルーシェの親友。

#### ワラ＝ウー
サウスワード共和国の元首。

#### ムーン王女
ロックゼルコバ王国の女王。先代の王の急逝により、わずか10歳にして即位した。

### 敵キャラ

#### ガブルベス（Akaoni）
シドと別れ、単独でグリンパ祭壇の調査を行なっていたルーシェを襲ったモンスター。

#### ヴォラール（Ryujin）
旅人から荷物を奪い、果てしない洞窟の地下1階に隠れていたモンスター。

#### アースラ（Ashura）
モンスターが立ち入ることが出来ないとされる聖なる塔「シノスの塔」で聖女を殺害することで、世界を絶望させようと企てていた。

#### アビス（Madowashi）
スリーブリッジ聖堂でシスターに化けていたモンスター。
聖なる泉の森でシドとルーシェに奇襲を掛けた。

#### ブラックゴブリン
ラージシュライン公国周辺のモンスターを率いる「黒いゴブリン」アイスリバー大神殿の襲撃を企てていた。

#### グルートン（Nyudo）
アイスリバー神殿の巫女だけが開けられるという「クシナーダの小箱」を開けようとして、ネルミの誘拐を企てたが、ルーシェが身代わりとなったことで失敗した。

#### ヴィーグル（Dorei）
カラー・ド・ダブ砦の襲撃を企てたモンスターたちのリーダー格。砦の兵士が「とりわけ強いモンスターが2匹いる」と言っていたうちの1匹。

#### モール（Dokuro）
カラー・ド・ダブ砦の襲撃を企てたモンスターたちのリーダー格。砦の兵士が「とりわけ強いモンスターが2匹いる」と言っていたうちの1匹。強力な「エクスフレイム」「エクスサンダー」の魔法を得意とする。

#### グロンドモン（Nue）
ルックスワンプ王国で「水竜の笛」を盗み、北の洞窟に逃げ隠れていたモンスター。炎と氷の魔法が効かない。

#### ヴリタル（Yami）
ベイカーム王国、ホースプレイスの塔の最上階で「レッドダイヤモンド」を守っているモンスター。

#### リュゼ（Zyashin）
リバーズウェスト王国北西部にあるフィンガファンのほこらで、シドたちがアクロース＝ザリバへ向かうことを阻止しようとした。

#### ドッディ（Dotty）
インナーモートの迷いの森で、アクロース＝ザリバの兵士を襲ったモンスター。

#### イーズ（Karyu）
サンドアンドバンク南の塔の最上階で、ラピードの紋章を守っているモンスター。

#### エンデスト（Shumatsu）
海辺の洞窟の最深部で、ノヴァの紋章を守っているモンスター。

#### ソルヴィーテ（Solvite）
モンスターたちを率いる「滅ぼす者」。フードを被った姿をしている。
人々が歴史や伝統を蔑ろにした時、過去の偉人や英雄に「時の闇」が乗り移ることでソルヴィーテとして現れる。
ロビカの時代には英雄タウーロ、シドの時代には聖女カーヤがソルヴィーテとなった。

#### タウーロ（Taurlo）
国を興し守り抜いた、アクロース・ザリバ建国時代の英雄。西方のウワッドに居城を構える。
ロビカの時代にソルヴィーテとなり、人々を死に至らしめる強い毒性を持つ「黒い土」をアクロース＝ザリバ王国に発生させた。
「ヘルスカーレット」や「メギドフレア」等、炎の魔法を得意とする。

#### リビューク
ソルヴィーテを操る存在、時の闇。歴史の侮蔑と忘却を咎める者。

#### ダマイ・サータ
果てしない洞窟の最深部に眠る、かつて女王だった者。

## 舞台

### ノースノース王国 (北区)

#### グレートライト薬院(大正製薬)
ノースノース王国北部に位置する薬院。回復薬「リポーディ」を製造している。

#### ノースノースの洞窟
回復薬「リポーディ」の原料となる「タウリーン」が存在する。

#### テーブルフォレスト(盆栽町)
街の中には地下30階とも100階とも言われる「果てしない洞窟」が存在し、
その最深部に眠るとてつもない財宝を求めて、多くの冒険者が命を落とした。

### ラージシュライン公国(大宮区)

#### シノスの塔(ソニックシティ)
聖女が祈りを捧げる神聖な塔。
聖なる場所であるためモンスターが立ち入ることはできないとされていたが、世界の異変後にはモンスターが内部を徘徊するようになっている。

#### 南の洞窟
ラージシュライン公国周辺のモンスターを率いる「ブラックゴブリン」の根城となっている洞窟。

#### はざまの祠
GPS通信をする所。

### グリーナリー王国(緑区)

#### 東西をむすぶ洞窟
グリーナリー城やアイスリバー神殿が存在する王国西部と、ミソノバザールやコロッセオ２００２が存在する王国東部とを結ぶ洞窟。ロングブリッジ（通行料2000リル）を利用せずに王国の東西を行き来する場合は、この洞窟を通り抜ける必要がある。

#### コロッセオ２００２ (埼玉スタジアム2002)
グリーナリー王国東部の施設。剣闘大会の会場となる。

### ルックスワンプ王国(見沼区)

#### 笛の洞窟
ルックスワンプ王国北部にある洞窟。「水竜の笛」を盗んだモンスター「グロンドモン」が隠れている。

#### 奥の洞窟
ルックスワンプ王国の外周部を辿った最奥に存在する洞窟。最深部には「草薙の石」がある。

### ベイカーム王国(浦和区)

#### オハラ地下道(大原地下道)
ベイカーム王国とセントラルワード王国を結ぶ地下道。分厚い氷によって閉ざされている。

### セントラルワード王国(中央区)
旧名ギフトフィールド王国(与野市)と言う大きな国だったが勢力が巨大になり過ぎたため10カ国分散化されたがそれまでの歴史一切を消した事が事の発端となった。

#### セントラルワード城
既にモンスターの襲撃により滅ぼされ中に入る事ができない。

### リバーズウェスト王国(西区)

#### フィンガファン(指扇)
はるか西方のアクロース・ザリバ王国へ繋がる「ザリバライン」の入り口。
かつては小さな村が存在したが、現在では廃墟となっている。メロン(Suica)を使用し、通路の封印を解くことができる。

### アクロース・ザリバ王国(川越市)

#### インナーモート
アロマノ村とクゲッド村の中間地点に位置する関所。
ソルヴィーテにより黒い土の異変が起こっていた時には、不気味な森が出現していた。

#### 南の塔
サンドアンドバンクの南に存在する塔。最上階には光魔法「ラピード」の紋章がある。

#### 海辺の洞窟
最深部には光魔法「ノヴァ」の紋章がある。

#### 聖域ウワッド(上戸)
かつて英雄タウーロの居城が存在した土地。
ロビカの時代では王家によって厳重な封印が施されていたが、
シドの時代ではヒストレカの紋章を契約する魔法陣として解放されている。